# Жажда
Вижте пояснителната страница за други значения на Жажда.
Жаждата е потребност от пиене на вода.
Първоначалното значение на думата е стремеж към някакво желание, като жажда за знания, жажда за отмъщение. Съвременното значение на думата е получено чрез стесняването на старото ѝ значение.